# Elisabeth Hornung
Elisabeth Hornung (* um 1958 in Niederschlesien) ist eine deutsche Opernsängerin (Mezzosopran).

## Leben
Hornung studierte nach ihrem Abitur Mathematik an der Universität Poznań und gleichzeitig Gesang an der Musikhochschule Poznań. Weitere Gesangsstudien absolvierte sie an der Musikakademie Danzig. An der Komischen Oper Berlin, an die sie noch während ihres Studiums engagiert wurde, debütierte sie. Während ihres dortigen Engagements gastierte sie an der Dresdner Staatsoper. 1984 wechselte sie ans Staatstheater Darmstadt, wo sie noch heute wirkt.
Hornung sang am Staatstheater Darmstadt zahlreiche große Rollen im Fachbereich des „Dramatischen Mezzosoprans“. Zu ihren Bühnenrollen gehörten in Darmstadt bspw. Amneris in Aida, Prinzessin Eboli in Don Carlos, die Titelrolle in Carmen, Venus in Tannhäuser, Kundry in Parsifal, Herodias in Salome und die Titelrolle in Penthesilea von Othmar Schoeck. 
2000 sang sie am Staatstheater Darmstadt die Marcellina in Le nozze di Figaro und die Türken-Baba in The Rake’s Progress; 2001 übernahm sie dort die Fricka in Die Walküre. Mehrfach gastierte sie am Opernhaus Essen, 1999 als Gaea in Daphne und 2001 als Alte Buryja in Jenůfa. 2001 sang sie am Stadttheater Basel die Zita in Gianni Schicchi, 2002 dort die Mrs. Quickly in Falstaff. 
Weitere Gastspiele gab sie an der Deutschen Oper Berlin, beim Edinburgh Festival, bei den Schwetzinger Festspielen, am Nationaltheater Mannheim, am Staatstheater Karlsruhe (Spielzeit 2000/2001), an der Oper Frankfurt und am Theater Augsburg. Hornung sang auch in Belgien und in Spanien.
Zu Hornungs Repertoire, das ungefähr 40 große und mittlere Rollen umfasst(e), gehörten u. a. auch Azucena in Il trovatore, Ulrica in Un ballo in maschera, der Komponist in Ariadne auf Naxos, die Küsterin, später die Alte Buryja in Jenůfa und Gräfin Geschwitz in Lulu. 
Mehrfach wirkte sie in Ur- und Erstaufführungen zeitgenössischer Opern mit, u. a. in Werken von Reinhard Febel und Klaus Huber. 1996 sang sie am Staatstheater Darmstadt die Partie der Gräfin von Kirchstätten in Hans Werner Henzes Oper Elegie für junge Liebende.
Am 18. Januar 2019 wurde ihr der Titel der Kammersängerin verliehen.

## Rollen (Auswahl)
- 2012/13: Cavalleria rusticana (als Lucia), Staatstheater Darmstadt
- 2012/13: Siegfried (als Erda), Staatstheater Darmstadt
- 2012/13: Die Walküre (als Schwertleite), Staatstheater Darmstadt
- 2012/13: Das Rheingold (als Erda), Staatstheater Darmstadt
- 2013: La sonnambula (als Teresa), Staatstheater Darmstadt
- 2013: La fanciulla del West (als Wowkle), Frankfurt (Oper)
- 2013/14: La traviata (als Flora), Staatstheater Darmstadt
- 2014: Jenůfa (als Die alte Buryja), Theater Augsburg
- 2014: Suor Angelica (als Die Äbtissin), Staatstheater Darmstadt
- 2014: Parsifal (als Stimme aus der Höhe), Staatstheater Darmstadt
- 2014: La fanciulla del West (als Wowkle), Frankfurt (Oper)
- 2014/15: Hänsel und Gretel (als Gertrud), Staatstheater Darmstadt
- 2014/15: La Traviata (als Annina), Staatstheater Darmstadt
- 2014/15: Macbeth (als Kammerfrau), Staatstheater Darmstadt